# Massif Dubovskogo
Das Massif Dubovskogo (englische Transkription von russisch Массив Дубовского Massiw Dubowskowo) ist ein Massiv im westantarktischen Filchner-Ronne-Schelfeis. Es ragt südwestlich der Berkner-Insel auf.
Russische Wissenschaftler benannten es. Der weitere Benennungshintergrund ist nicht überliefert.